# Tamika Mkandawire
Pour les articles homonymes, voir Mkandawire.
Tamika Paul Mkandawire (né le 22 août 1984 à Mzuzu, au Malawi) est un footballeur anglais. Il joue au poste de milieu défensif.

## Biographie

### Parcours en club
Issu du centre de formation de West Bromwich où il passe cinq saisons en tant que professionnel, Tamika Mkandawire est prêté deux saisons consécutives à Hereford United. À l'issue de la saison 2003-2004 où WBA est promu en Premier League, il est laissé libre et s'engage dans le club qui lui a fait confiance, Hereford. Il y reste trois saisons, totalisant 137 matchs pour 15 buts inscrits. En 2006-2007, il devient capitaine de l'équipe. Mais, malgré un contrat revu à la hausse, il ne souhaite plus rester et ambitionne un club plus huppé.
Le 6 juin 2007, il signe à Leyton Orient, qui évolue en League One (3e division), pour un montant de 60 000 £. Il joue son premier match pour sa nouvelle équipe le 11 août 2007 et obtient la victoire (1-2) sur le terrain de Southend United.
Il s'engage avec Millwall le 16 juin 2010 sans indemnité de transfert où il est élu meilleur joueur du club à l'issue de sa première saison. Le 2 novembre 2012, il est prêté deux mois en faveur de Southend United. Il est de nouveau prêté  au même club jusqu'en avril 2013.

### Carrière internationale
Tamika Mkandawire a été sélectionné a trois reprises pour l'équipe C d'Angleterre (équipe semi-professionnelle) entre 2005 et 2006.